# دونالد مارتین استوارت، بارونت اول
دونالد مارتین استوارت، بارونت اول (انگلیسی: Sir Donald Stewart, 1st Baronet؛ ۱ مارس ۱۸۲۴ – ۲۶ مارس ۱۹۰۰) فرد نظامی اهل پادشاهی متحد بریتانیای کبیر و ایرلند بود.